# Henrique Alvim Corrêa
Henrique Alvim Corrêa (Rio de Janeiro, 30 gennaio 1876 – Bruxelles, 7 giugno 1910) è stato un illustratore brasiliano.

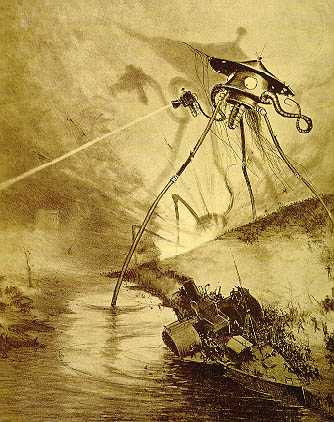
Illustrazione di Henrique Alvim Corrêa per l'edizione belga de La guerra dei mondi, pubblicata nel 1906

Si trasferì presto con la madre in Europa, a Bruxelles, dove maturò il suo talento da artista anche per merito del suo maestro Édouard Detaille, il quale riconobbe subito l'eccezionalità del giovane Corrêa.
La sua opera più importante fu l'illustrazione de La guerra dei mondi di H.G. Wells, il quale inizialmente si rifiutò di portare a termine la pubblicazione, perché riteneva che gli incredibili disegni del brasiliano distogliessero l'attenzione dai suoi testi.
Il giovane pittore morì prematuramente per problemi di salute (Tubercolosi) in Belgio nel 1910, e la maggior parte delle opere che ci lasciò finirono a picco insieme alla nave che li trasportava a causa di un bombardamento durante la seconda guerra mondiale.